# Treasure Isle (Jamaika)
Treasure Isle war das Plattenlabel des jamaikanischen Musikproduzenten Duke Reid. Zum Label gehörte das Aufnahmestudio Treasure Isle Recording Studio über dem Spirituosengeschäft Treasure Isle Liquor Store. Treasure Isle war neben dem Studio One des Konkurrenten Coxsone Dodd das erfolgreichste und profilierteste Musiklabel der 1960er Jahre auf Jamaika.

## Hintergrund
Arthur Reid, genannt „Duke“, also Herzog, arbeitete zehn Jahre beim Kingston Police Department, während seine Ehefrau Lucille, genannt „Dutchess“, in der Beeston Street 81 einen Spirituosenladen mit dem Namen Treasure Isle Liquor Store führte. Reid kündigte seinen Job bei der Polizei, um seiner Frau im Geschäft zu helfen. Um mögliche Kunden anzulocken, spielte er vor dem Laden Schallplatten ab. Diese Gewohnheit wurde zur Grundlage für sein Soundsystem Duke Reid the Trojan. Als Musikproduzent buchte sich Reid anfänglich Aufnahmezeiten im Federal Records Studio von Ken Khouri. Die Singles erschienen auf seinen Labels Duke Reid, Dutchess und Trojan. Nach dem Umzug in die Bond Street 33 richtete sich Reid ab 1965 über dem neuen Spirituosenladen ein Studio mit einem Zwei-Spur-Aufnahmegerät (Spur 1: Musik, Spur 2: Gesang) ein. Der typisch warme und resonante Klang des Treasure Isle Recording Studios wurde von der Holzverkleidung der Wände bestimmt.
Als Aufnahmetechniker konnte Byron „Smitty“ Smith gewonnen werden, der als Techniker bei Jamaikas erstem kommerziellen Radiosender Radio Jamaica Rediffusion (RJR) Erfahrungen gesammelt hatte. Die beiden kannten sich, weil Reid seit 1955 auf RJR jede Woche eine halbstündige Radioshow namens Treasure Isle Time moderierte und zwischen US-amerikanischem Rhythm & Blues ansagte, wo am Wochenende sein Soundsystem Duke Reid the Trojan zu hören sein würde.
Die bevorzugte Studioband von Treasure Isle waren Tommy McCook & The Supersonics. Die Kapelle war wie Roland Alphonso & The Soul Brothers 1965 aus den Skatalites hervorgegangen, wobei diese jedoch als Sessionband für das konkurrierende Studio One tätig waren. Die Musik von Treasure Isle galt als ausgefeilter und raffinierter als der rohe Sound des Studio One.
Treasure Isle begleitete die Ära des Ska und die Entstehung des Rocksteady. Größter Hit der Ska-Ära war Carry Go Bring Come von Justin Hinds & the Dominoes. Große Hits der Rocksteady-Ära waren Girl I Have Got a Date und Rock Steady von Alton Ellis & The Flames (Lynn Taitt mit Tommy McCook & The Supersonics), You Don’t Care von The Techniques und Perfidia von Phyllis Dillon.
Bunny Lee, der als record plugger (eine Art Plattenpromoter) für diverse Plattenproduzenten tätig war, bekam von Reid hin und wieder freie Studiozeiten, um eigene Titel zu produzieren. So entstanden ab 1967 im Treasure Isle Recording Studio unter anderem die Hits Music Field und Get on the Ball von Roy Shirley, Everybody Needs Love von Slim Smith und der Proto-Reggae Bangarang von Lester Sterling & Stranger Cole.

“I was passing by Treasure Isle one day and I was told that Bunny Lee is making records, so I went up to see him because he’s a good friend of mine, we go to Denham Town School together. He said, ‘I have a song here called ‘Bongo Chant’ and I would love to put some words to it, could you come up with some words?’ I think for Five minutes and come up with ‘Muma no want bangarang’, and we went in the studio, and it was a hit instantly.”

„Eines Tages kam ich zufällig bei Treasure Isle vorbei und erfuhr, dass Bunny Lee gerade Songs aufnahm. Da er ein guter Freund von mir ist – wir waren zusammen auf der Denham Town School –, ging ich zu ihm rauf. Er sagte: ‚Ich habe hier einen Song namens ‚Bongo Chant‘ und hätte gerne einen Text dazu. Könntest du dir etwas ausdenken?‘ Ich habe fünf Minuten überlegt und mir ‚Muma no want bangarang‘ ausgedacht. Dann sind wir ins Studio gegangen, und es war sofort ein Hit.“

Auch der größte von „Striker“ Lee produzierte Hit entstand bei Treasure Isle. Lee hatte Max Romeo überzeugen können, auf dem Riddim von Hold You Jack von Derrick Morgan einen selbstgeschriebenen und anstößigen Text zu singen. Wet Dream, Romeos Solodebüt, kam im Vereinigten Königreich trotz Radioboykott bis auf Platz 10 der UK Singles Charts. Als Studioband nutzte Lee mit den Bunny Lee All Stars eine Inkarnation der Hippy Boys, aus denen schon bald die Upsetters werden sollten (Glen Adams, Alva „Reggie“ Lewis sowie die Brüder Aston Barrett und Carlton Barrett).
Im Jahr 1970 gewann Hopeton Lewis das Jamaica-Song-Festival mit seiner Komposition Boom-Sha-Ka-Lacka. Duke Reid veröffentlichte das mit dem Tommy-McCook-Quintet eingespielte Lied auf seinem neuen Premiumlabel Duke Reid.
Im Gegensatz zu seinen Mitbewerbern verpasste Reid 1968 den Einstieg ins Reggae-Business, nicht zuletzt, weil er als Spirituosenhändler eine tiefe Abneigung gegen die Rastafari-Religion hegte. Dafür erkannte er frühzeitig über Dub-Versionen getoastete Songs als eigenständige Musiktitel an und nahm diese ab 1970 auf. Zu den Pioniersingles dieses Genres gehören Wake the Town und Rule the Nation von U-Roy sowie Teach the Children (Teacher Teacher) und Wake Up Jamaica von Dennis Alcapone.
Als Duke Mitte der Siebzigerjahre an Krebs erkrankte, verkaufte er Treasure Isle an die Produzentin Sonia Pottinger, die das Label noch einige Zeit weiterführte.

## Veröffentlichungen (Auswahl)

### Singles
- 1964: Carry Go Bring Come – Justin Hinds & the Dominoes (Island)
- 1967: Rock Steady / Wall Street Shuffle – Alton Ellis & The Flames / Tommy McCook & The Supersonics
- 1967: Judge Sympathy / Never to Be Mine (’O sole mio) – The Treasure Isle Boys (aka Duke Reid’s All Stars) / Roland Alphonso mit Tommy McCook & The Supersonics
- 1970: What Does It Take (To Win Your Love) – Alton Ellis

### Alben
- 1967: On the Beach – The Paragons
- 1969: The Skatalite – The Skatalites
- 1969: Greater Jamaica Moon Walk Reggay – Tommy McCook
- 1970: Gay Jamaica Independence Time – Various
- 1971: Version Galore – U-Roy
- 1972: One Life to Live – Phyllis Dillon
- 1973: Soul to Soul – DJ’s Choice feat. Dennis Alcapone, Lizzy & Natural Youth
- 1974: Mr Soul of Jamaica – Alton Ellis
- 1976: Treasure Dub – Arthur „Duke“ Reid (001 Dub Series)
- 1976: Pleasure Dub – Errol Brown (002 Dub Series)